# Curt-Åke Stefan
Bo Curt-Åke Stefan, född 28 mars 1951 i Norrköpings Sankt Olai församling, är en svensk musiker, ljudtekniker och musikproducent.

## Biografi
Stefan var under 1970-talet verksam som gitarr- och klaviaturspelare i bandet Piska mig hårt, senare känt som Eldkvarn. När detta band 1974 gav ut sitt första album på skivbolaget MNW i Vaxholm inledde Stefan också en karriär som ljudtekniker där, då Bo Anders Larsson lämnat MNW-studion. Med Eldkvarn medverkade Stefan i Johan Bergenstråhles långfilm Hallo Baby (1976).
Efter det fjärde albumet (1979) lämnade Eldkvarn MNW och gick över till Silence Records, medan Stefan lämnade bandet och blev kvar på MNW som ljudtekniker. Han har som sådan sedan dess medverkat på en mängd musikalbum med olika artister och musikgrupper. I början av 1980-talet var han också klaviaturspelare i bandet Rockvindar, i vilket även bland andra Thorsten Flinck ingick. Sedan 2004 har Stefan bedrivit sin verksamhet i form av en egen firma i Vaxholm.
Stefan är gift med psykologen och psykoterapeuten Annbritt Kronlund (född 1947), tidigare medlem i musikgruppen Röda bönor, och de har en dotter och en son. Han har sitt efternamn efter sin farfar Stefan Anderson. Han är brorson till Stig Stefanson och Birgit Ridderstedt samt kusin till Mattias Klum och Ivan Öfverholm.